# Enrico Pani Rossi
Enrico Pani Rossi (Faenza, 1835 – dopo il 1886) è stato un politico e scrittore italiano.

## Biografia
Sottoprefetto a Melfi e a Perugia, fu eletto deputato per la XV legislatura del Regno d'Italia nell'elezione del 29 ottobre 1882 nel collegio di Viterbo. Di opinioni anticlericali, in occasione della candidatura alla Camera manifestò la sua fede cattolica con toni antisemiti. La sua elezione fu in seguito annullata per brogli, Una sua elezione nel 3° Collegio di Roma fu annullata per incompatibilità, risulta inoltre un suo tentativo di candidarsi nel collegio di Firenze per le elezioni del 1886. 

### Il libro sulla Basilicata
Al termine del suo mandato in Basilicata nel 1866, iniziato due anni prima, Pani Rossi nel 1868 pubblica il libro La Basilicata libri tre. Studi politici, amministrativi e di economia pubblica, in cui fa tesoro dell'approfondita conoscenza della regione maturata durante il suo incarico, nel periodo in cui il brigantaggio postunitario era al suo apice. Nell'introduzione, indirizzata esplicitamente a Gaspare Finali, allora segretario generale delle Finanze, l'autore esplicita l'obiettivo della sua pubblicazione: egli nota come le leggi di governo non considerano affatto le singole diversità regionali, facendo sì che le disparità si acuissero ancor più dato che condizioni diverse venivano trattate allo stesso modo. 
Pertanto, Pani Rossi sostiene che al governo bastasse non conoscere i problemi delle singole realtà regionali per cancellarli, al contrario, nella sua visione, per unificare ed eguagliare le regioni della penisola italiana è fortemente necessario produrre provvedimenti differenti a seconda delle diverse necessità. La sua monografia sulla Basilicata ha la funzione di approfondire e denunciare i problemi della regione, per permettere al Governo d'intervenire in modo oculato sulle questioni da essa sollevate. La descrizione di Pani Rossi spazia in diversi campi: da aspetti geografici ed economici, a quelli amministrativi e sociali, sino ad elementi culturali e sociali. 
La sua può essere considerata una ricostruzione storica della Basilicata, degli anni sessanta dell'Ottocento, ma non solo, perché spesso per approfondire alcune tematiche, come ad esempio quelle economiche, egli risale fino alle leggi borboniche o a quelle ancora precedenti. Dalla lettura della monografia è possibile conoscere l'insieme di credenze pagano-religioso della cultura popolare, alcuni aspetti di tipo economico, come la proprietà ecclesiastica e il sistema tributario, alcune tematiche politiche come il diritto elettorale e una ricostruzione storiografica del brigantaggio. A quest'ultimo argomento, Pani Rossi dedica un intero libro, nel quale racconta, a mo' di cronaca, delle incursioni e dei tragitti dei briganti nella regione.

## Opere principali
- Del papato in Italia, Firenze, Barbera Bianchi e c., 1860
- Cinque mesi di governo comunitativo, Firenze, Tip. dei successori Le Monnier, 1867
- La Basilicata libri tre, Verona, coi tipi di Giuseppe Civelli, 1868 (poi, Salerno, Libreria antiquaria editrice W. Casari-Testaferrata, 1972)